# Steffen Pedersen
Steffen Pedersen (født 27. november 1974, død 23. november 2023) var en dansk skakspiller og forfatter af skakbøger. Han blev International mester i 1994.

## Skakkarriere
Steffen Pedersen blev International mester i 1994, men han havde allerede fået sin første stormesternorm i en italiensk åben turnering Forli i 1991, da han var 16 år gammel. Han fik endnu en stormesternorm i en lukket dansk turnering i Aars i 1999. Han var tæt på en tredje norm, men fik den aldrig.
Pedersen deltog i mange danmarksmesterskaber i skak og blev dansk mester i 2004 og vandt sølv i 2011. Han blev danmarksmester for hold på Skanderborg Skakklubs hold i 2012 og 2014.
Pedersen havde mange gode internationale resultater. Han var 2. reserve på det danske skaklandshold ved skakolympiaden i Istanbul i 2000 og scorede 1½ point (1 sejr, 1 remis, 1 tabt) i 3 kampe. Hans højeste elo-rating var 2457 som han opnåede i juli 2008.

## Skakforfatter
Pedersen første skakbog er 1.d4! fra 1993 som nu er en klassiker i dansk skak. Derefter fulgte en række udgivelser på internationale skakforlag, som primært handler om åbningsteori.

### Bibiografi i udvalg
- 1. d4!, Axel Nielsens Eftf., Odense, 1993, ISBN 8789554221
- The Dutch for the Attacking Player, 1996, International Chess Enterprises, ISBN 1879479443
- Beating the Indian defences, 1997, Batsford, ISBN 0713478012 (sammen med Graham Burgess)
- Easy Guide to the Sicilian Scheveningen, 1998, Everyman Chess, ISBN 1857445589
- Easy Guide to the Bb5 Sicilian, 1999, Everyman Chess, ISBN 185744230X
- Gambit Guide to the Bogo Indian, 1999, Gambit, ISBN 1901983048
- The Gambit Guide to the Benko Gambit, 1999, Gambit, ISBN 1901983153
- The Meran System, 2000, Gambit, ISBN 1901983285
- Test Your Chess, 2000, Gambit, ISBN 1901983358
- The Botvinnik Semi-Slav, 2000, Gambit, ISBN 1901983269
- The French: Tarrasch Variation, 2001, Gambit, ISBN 1901983498
- The Main Line French: 3 Nc3, 2001, Gambit, ISBN 1901983455
- French: Advance and Other Lines, 2006, Gambit, ISBN 1904600409

## Organisationsarbejde
Steffen Pedersen var også turneringsarrangør, ligesom han underviste i skak. I 2000'erne var han i et par år nyhedsredaktør på Dansk Skak Unions website og leder af unionens bogsalg. Han blev aldrig professionel skakspiller, men passede sit almindelige arbejde ved siden af skakaktiviteterne.

## Død
Han døde 23. november 2023 i en alder af 48 år.